# Abense-de-Haut
Pour les articles homonymes, voir Abense.
Abense-de-Haut est une ancienne commune des Pyrénées-Atlantiques située en Soule.
La commune a été supprimée en 1859. Son territoire fut alors partagé entre deux nouvelles communes :
- Alos-Sibas-Abense, fusion du bourg d'Abense avec Alos-Sibas, commune créée en 1843, et
- Tardets-Sorholus, fusion de Sorholus, de Tardets et d'une partie de la commune d'Abense.

Aujourd'hui, Abense-de-Haut est un quartier intégré à l'ensemble communal d'Alos-Sibas-Abense.

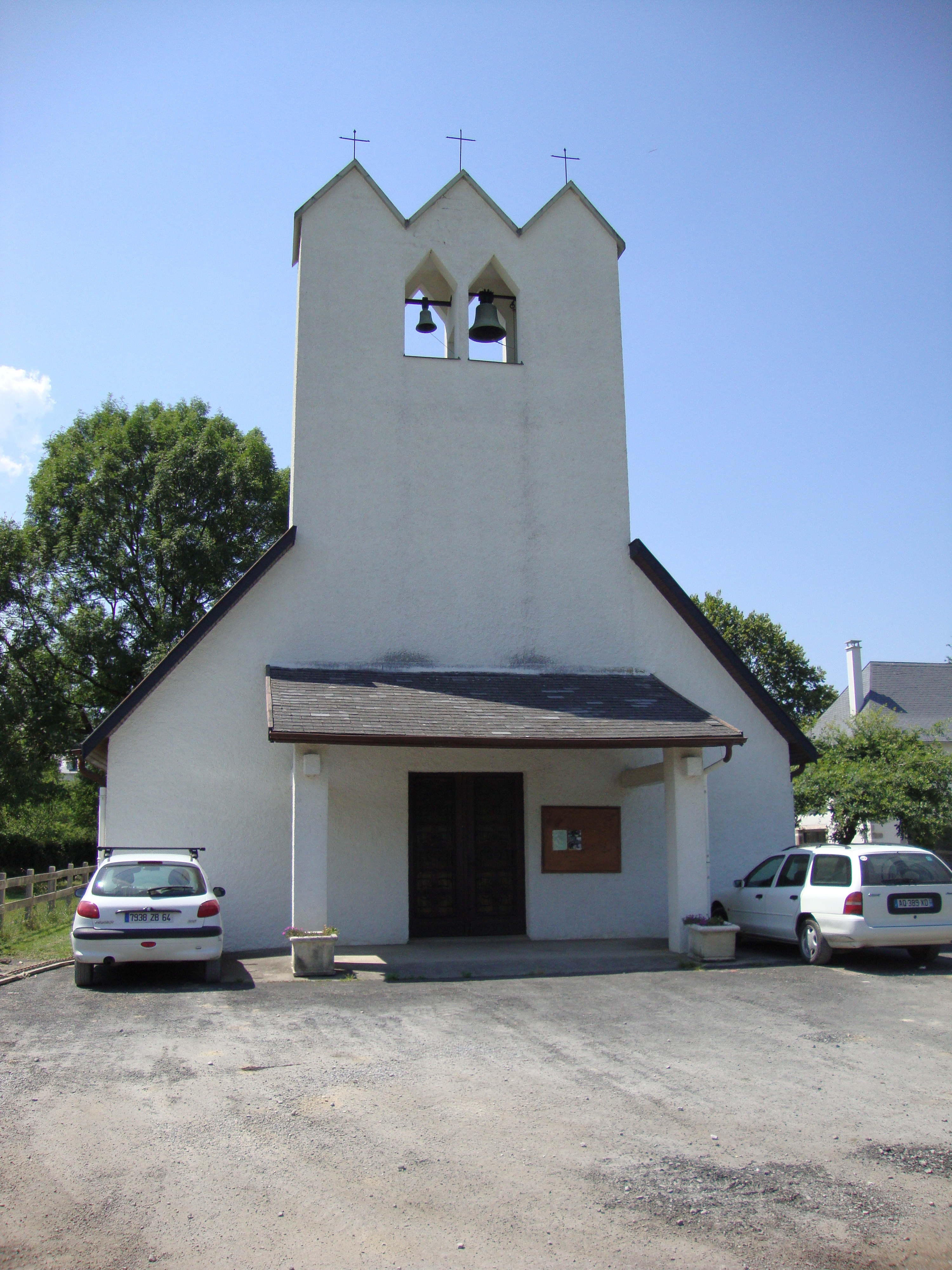
Église d'Abense, au clocher trinitaire

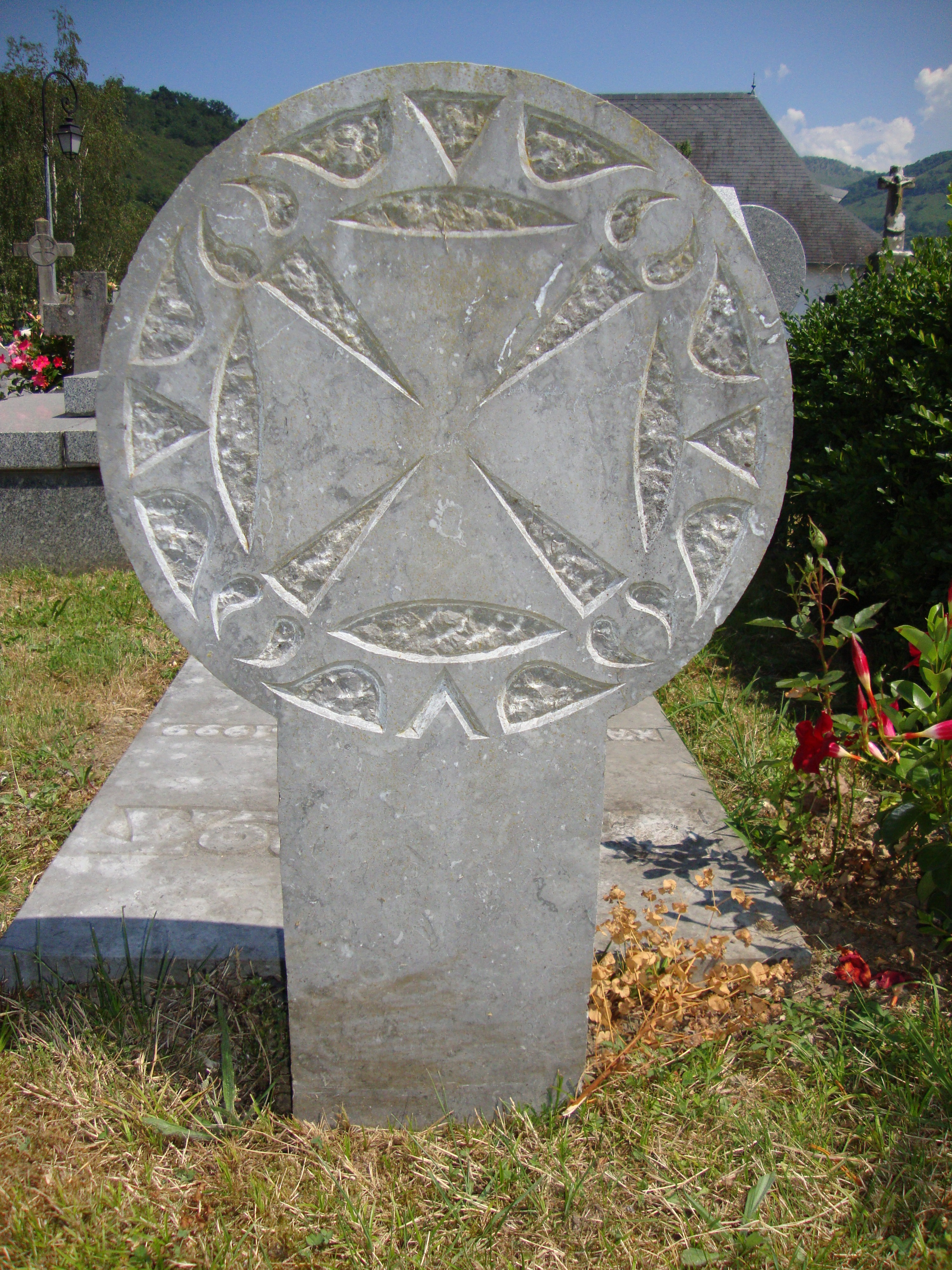
Stèle discoïdale

## Toponymie
Le toponyme Abense apparaît sous les formes 
Evense (1337), 
Abense prope Tardetz  (1385, collection Duchesne volume CXIV), 
Avense pres Tardets (1520) et 
Prop Tardetz Avense (1690).
Paul Raymond rapporte que le nom basque est "Onice-Gainecoa" (en graphie moderne, "Onize gainekoa"), alors que Jean-Baptiste Orpustan le note Onizegañia ou Omizegañe ou  Omiz(e). L'Académie de la langue basque recommande Onizegaine.
Jean-Baptiste Orpustan propose l'évolution suivante de l'éthymon basque Oniz en langue romane : oniza > oníse > oénse > auénse > abense. La base du nom serait l'oronyme ona.

## Histoire
Le 16 avril 1859, la commune d Abense-de-Haut est supprimée. La portion de son territoire située sur la rive droite du Saison est réunie à la commune de Tardets en même temps que l'intégralité de la commune de Sorholus. L'ensemble prend le nom de Tardets-Sorholus.
La portion située sur la rive gauche est réunie à la commune d'Alos-Sibas qui prendra comme nom d'Alos-Sibas-Abense. 

## Administration
| Période | Période | Identité                       | Étiquette | Qualité |
| ------- | ------- | ------------------------------ | --------- | ------- |
| 1793    | 1795    | André Etchart                  |           |         |
| 1795    | 1806    | Jean Althabegoity dit Oliberou |           |         |
| 1806    | 1810    | Arnaud Irigonegaray            |           |         |
| 1810    | 1816    | Jean-Baptiste Detchandy        |           |         |
| 1816    | 1824    | Casimir Etchebarne             |           |         |
| 1824    | 1848    | Jean-Baptiste Detchandy        |           |         |

## Démographie
| 1793 | 1800 | 1806 | 1821 | 1831 | 1836 | 1841 | 1846 | 1851 |
| ---- | ---- | ---- | ---- | ---- | ---- | ---- | ---- | ---- |
| 290  | 327  | 322  | 291  | 394  | 406  | 375  | 365  | 364  |